# Птиас звичайний
Птиас звичайний (Ptyas mucosus) — неотруйна змія з роду Полоз-птиас родини Вужеві. Інші назви «даман» та «східна щуряча змія».

## Опис
Загальна довжина досягає о 3,58 м. Спостерігається статевий диморфізм — самці дещо більше за самиць. Хвіст приблизно у 3-3,5 рази коротше, ніж тулуб з головою. Голова слабко відмежована від шиї, шийне перехоплення не виражене. Кінчик морди тупо закруглений. Очі дуже великі, зіниці круглі. Є 1 великий передочний щиток, під яким зазвичай розташовано маленький підочний. Луска на більшій частині поверхні тулуба гладенька, за винятком області хребта, де лусочки мають поздовжні реберця. На лусці є по 2 апікальні пори. Навколо середини тулуба в 1 рядку є 17 лусок. Черевних щитків — 180-213, підхвостових — 95-146 пар. Анальний щиток розділений. 
Забарвлення верхньої поверхні тулуба жовтувато-коричневе, оливково-коричневе або буре з вузькими чорними, неправильними поперечними смужками в задній частині тулуба й на хвості. Ці смужки утворені чорними краями деяких луски. Ніжньогубні щитки жовтуваті. Задні краї підхвостових і черевних щитків на задній половині тулуба зазвичай чорні. Краї верхньо- і ніжньогубних щитків яскраво—жовті чи помаранчеві. 

## Спосіб життя
Мешкає в оазах, недалеко від водойм. Чудово плаває й пірнає. Зустрічається на висоті до 1800 м над рівнем моря. У спеку ховається в кронах дерев або у воді, у разі небезпеки також у заростях трав'янистих й деревних рослин, норах гризунів, щілинах й тріщинах. Атакуючи ворога, полоз слощує тулуб в латеральної площині, тримаючи передню частину тулуба над землею, й з голоснии шипінням завдає укуси. Активний вдень. Після зимівлі виходить на поверхню у березні, період активності триває до кінця жовтня. Харчується рибами, гризунами, земноводними, ящірками, зрідка птахами.
Це яйцекладна змія. Парування відбувається у квітні - напочатку червня. Самиця наприкінці травня, в червні - напочатку липня відкладає 6-16 продовгувастих білих яєць розміром 50-55х20-27 мм. 

## Розповсюдження
Мешкає у південній Азії від Туркменістану, Афганістану й Пакистану на заході до південного Китаю, Індокитаю та Малайського архіпелагу на сході. Зустрічається в Індії.